# Alseuosmiaceae
Alseuosmiaceae Airy Shaw, 1964 è una famiglia di piante angiosperme eudicotiledoni appartenenti all'ordine Asterales.

## Etimologia
Il nome della famiglia deriva dal genere Alseuosmia la cui etimologia deriva da tre parole greche: "alsos" (= bosco), "eu" (= bene, star bene) e "osme" (= profumo) e insieme significa: "il buon profumo del bosco".
Il nome scientifico della famiglia è stato definito per la prima volta dal botanico inglese Herbert Kenneth Airy Shaw (1902–1985) nella pubblicazione "Kew Bulletin. Kew, England - 18: 249. 8 Dec 1964." del 1964.

## Descrizione

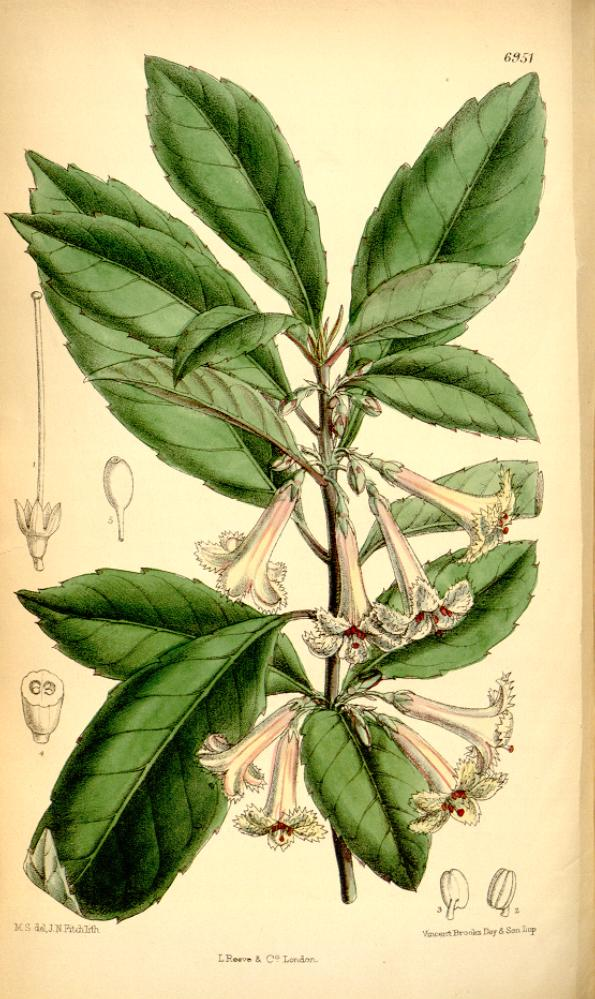
Alseuosmia macrophylla

L'habitus tipico per le specie di questa famiglia è arbustivo, in qualche caso il portamento è strisciante oppure epifita. Queste piante contengono tannini, composti fenolici semplici, acido caffeico, acido cumarico, saponine triterpeniche e acido ellagico.
I fusti sono per lo più legnosi e sono privi di raggi.
La disposizione delle foglie lungo il caule è da alternata a subopposta oppure spiralata. La lamina ha una forma intera con margini dentati o senza denti. All'ascella delle foglie sono presenti dei ciuffi di peli multicellulari disposti in un'unica serie. Raramente i peli (anche unicellulari) sono presenti anche sulle foglie e sugli steli. Le foglie sono prive di stipole.
L'infiorescenza si compone di fiori solitari (terminali o ascellari) o aggregati in modo fascicolato oppure (più raramente) in racemi.
I fiori sono ermafroditi (raramente sono funzionalmente unisessuali), profumati, tetraciclici (il fiore possiede 4 verticilli: calice – corolla – androceo – gineceo) e pentameri (ogni verticillo ha più o meno 5 elementi), raramente gli elementi possono variare da 4 a 7. L'ipanzio è libero ed è presente, mentre il perianzio ha il calice distinto dalla corolla ed è actinomorfo con 8 - 14 elementi in tutto su due verticilli.
- Formula fiorale:

* K 5, C (5), A 5, G 2 (infero), bacca
Il calice è formato da 5 sepali liberi (minimo 4, massimo 7) disposti su una sola serie. Il calice è persistente.
La corolla, gamopetala e actinomorfa, è composta da 5 petali (minimo 4, massimo 7) disposti su una sola serie. La forma è urceolata o a imbuto o campanulata (in Platyspermation è formata da un corto tubo). Le ali dei petali possono essere lobate o intere.
L'androceo è composto da 5 stami (da un minimo di 4, a un massimo di 7; in tutti i casi sono nello stesso numero degli elementi del perianzio) opposti ai petali. I filamenti sono liberi dal perianzio o adnati (sessili) ad esso (al tubo della corolla); sono uguali o diseugali (il doppio più grandi). Gli stami sono tutti fertili. Le antere sono fissate ai filamenti nella parte dorsale (mediofissi o basefissi) e deiscenti per fessure longitudinali; sono inoltre introrse. I granuli del polline è tricolpato con tre aperture; l'esina è costituita da uno spesso strato di tecum tubercolare, mentre lo strato sottostante (columella) è sferoide.
Il gineceo è bicarpellare, sincarpico con due/tre loculi a placentazione assile. L'ovario è infero (o talvolta semi-infero). Gli ovuli (anatropi, ossia capovolti) sono da 1 a 50 per loculo.  È presente (oppure no) un disco epigineo (a forma piatta e coronante l'ovario). Lo stilo è unico con uno stigma a due lobi, capitati (con capocchia) oppure discoidi; in alcuni casi i lobi sono tre. 

### Frutti
Il frutto è una bacca carnosa indeiscente oppure in Platyspermation è una capsula.

## Riproduzione
La riproduzione è tramite impollinazione. I semi (molti) contengono endosperma e sono a due cotiledoni.

## Distribuzione e habitat
Le specie di questa famiglia sono principalmente distribuite nella Nuova Zelanda, nella Nuova Caledonia, nella Nuova Guinea e in Australia orientale. La tabella più sotto indica per ogni genere la sua distribuzione e l'habitat tipico.

## Tassonomia
Questa famiglia è descritta all'interno dell'ordine delle Asterales (lo stesso ordine delle Compositae, la famiglia più numerosa di specie botaniche) che comprende una dozzina di famiglie e circa 25.000 specie, le cui piante sono caratterizzate dal contenere sostanze di riserva come l'oligosaccaride inulina e dall'impollinazione con meccanismo "a pistone".
I caratteri più importanti (e in parte distintivi) della famiglia sono:
- le foglie a disposizione spiralata con margini seghettati e con ciuffi di peli ascellari uniseriati;
- la corolla tubolare con lobi frangiati (o erosi);
- il frutto contenente semi piccoli.

Il genere più importante di questa famiglia (Alseuosmia) in passato veniva descritta nella famiglia Caprifoliaceae (ordine delle Rubiales).
Il numero cromosomico delle specie di Alseuosmiaceae è 2n = 18.

### Filogenesi

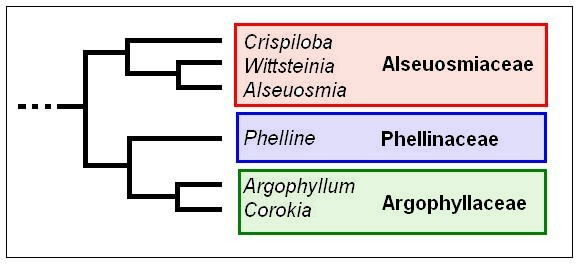
Cladogramma della famiglia Alseuosmiaceae

All'interno della famiglia, da ricerche di tipo filogenetico, il genere Platyspermation risulta “gruppo fratello” del resto della famiglia; mentre nel gruppo delle Asterales Alseuosmiaceae occupa una posizione intermedia ed è collegato alle famiglie Phellinaceae e Argophyllaceae; in particolare queste due ultime famiglie sono “gruppo fratello” di Alseuosmiaceae (altri studi raggruppano Phellinaceae con Alseuosmiaceae). Tutte e tre le famiglie sono monofiletiche (vedi il cladogramma a lato tratto dallo studio citato, semplificato e rappresentante una possibile configurazione filogenetica). 
La stima dell'età di separazione di queste famiglie è circa 60 milioni di anni.

### Generi della famiglia
La famiglia si compone di 5 generi e 11 specie:

| Genere                           | Numero specie                                   | Distribuzione                             | Habitat                            |
| -------------------------------- | ----------------------------------------------- | ----------------------------------------- | ---------------------------------- |
| Alseuosmia Cunningham, 1839      | 5 spp.                                          | Nuova Zelanda                             | Dalle pianure alle foreste montane |
| Crispiloba van Steenis, 1984     | 1 sp. (Crispiloba disperma (S.Moore) Steenis)   | Queensland (Australia)                    | Foreste pluviali                   |
| Periomphale Baill., 1965         | 2 spp.                                          | Nuova Caledonia (endemico)                |                                    |
| Platyspermation Guillaumin, 1950 | 1 sp. (Platyspermation crassifolium Guillaumin) | Nuova Caledonia (endemica)                | Vegetazione a macchia              |
| Wittsteinia F. Mueller, 1861     | 2 spp.                                          | Victoria (Australia) e Papua/Nuova Guinea | Zone montane                       |

### Chiave analitica per i generi
Per meglio comprendere ed individuare i vari generi della famiglia, l'elenco seguente utilizza in parte il sistema delle chiavi analitiche.
- Gruppo 1A: il tubo della corolla è corto; gli stami sono sessili; i frutti sono delle capsule;

- Platyspermation.

- Gruppo 1B: il tubo della corolla è ben sviluppato; gli stami sono inseriti nel tubo della corolla; i frutti sono delle bacche;

- Gruppo 2A: la forma della corolla è a imbuto o strettamente cilindrica; gli stami sono inseriti all'apice del tubo della corolla;

- Gruppo 3A: la disposizione delle foglie lungo il caule è alternata, il margine è subdentato; i fiori sono disposti in fasci, oppure sono posizionati all'ascella delle foglie; il calice è caduco; la corolla ha una forma a imbuto con le ali più o meno lobate;

- Alseuosmia.

- Gruppo 3B: la disposizione delle foglie lungo il caule è pseudo-spiralata, il margine è intero; i fiori sono terminali; il calice è persistente; la corolla ha una forma strettamente cilindrica con le ali dei petali fortemente frangiate;

- Crispiloba

- Gruppo 2B: la forma della corolla varia da campanulata a urceolata (o strettamente a barile); gli stami sono inseriti alla base del tubo della corolla;

- Gruppo 4A: il portamento delle piante è decisamente arbustivo; le foglie hanno una lamina intera; le infiorescenze sono terminali; le ali dei petali della corolla sono intere;

- Periomphale.

- Gruppo 4B: il portamento delle piante è subarbustivo; le foglie hanno una lamina dentata; le infiorescenze sono ascellari; le ali dei petali della corolla sono lobate;

- Wittsteinia.

### Sinonimi
L'entità di questa voce ha avuto nel tempo diverse nomenclature. L'elenco seguente indica alcuni tra i sinonimi più frequenti:
- Platyspermataceae Doweld